# Jamestown (Wisconsin)
Jamestown è un comune (town) degli Stati Uniti d'America, nella contea di Grant dello Stato del Wisconsin. Nel censimento del 2000 la popolazione era di 2.077 abitanti.